# Bandiera di Washington (stato)
La bandiera dello Stato di Washington raffigura lo stemma dello Stato (il ritratto di George Washington) su sfondo verde.
Prima dell'adozione della bandiera attuale nel 1923, lo Stato non aveva una bandiera ufficiale.
È l'unica bandiera di uno Stato USA ad avere un'immagine di un presidente e lo sfondo verde nel disegno.